# 페호비아리우 AC (세아라주)

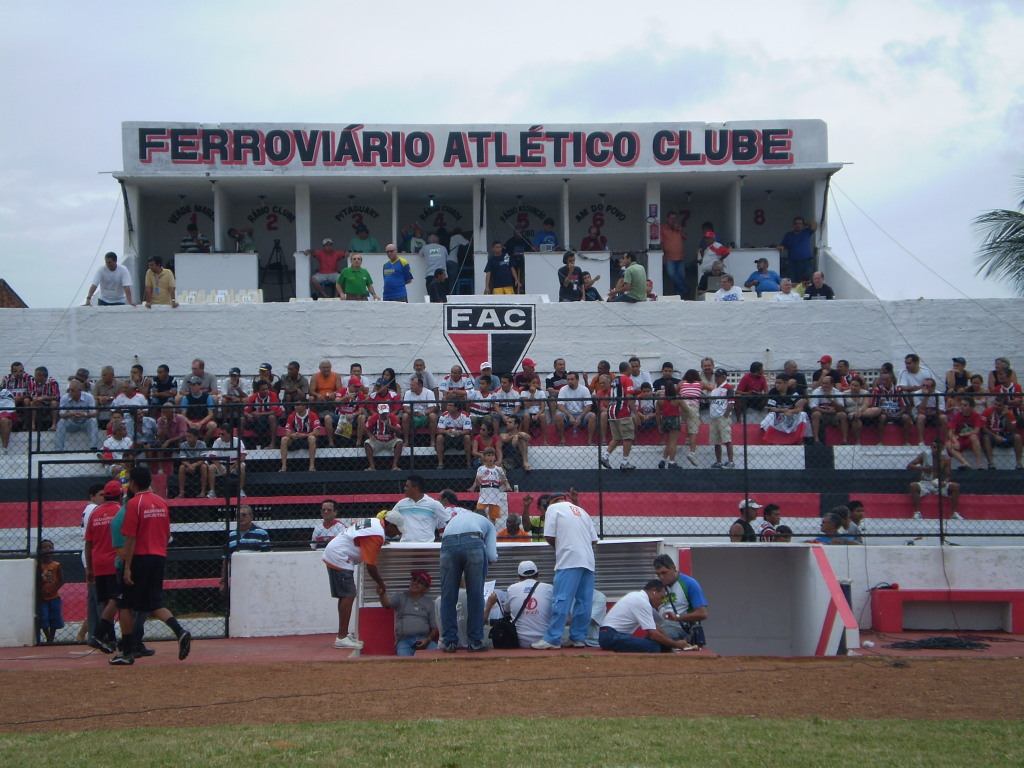
빌라 올림피카 이우지르 카브라우

페호비아리우 아틀레치쿠 클루비(Ferroviário Atlético Clube)는 페호비아리우라고도 불리며, 1933년에 창단한 브라질 세아라주 포르탈레자를 연고로 하는 축구팀이다. 구단명은 포르투갈어로 "철도업 노동자"를 뜻한다. 2018년 현재 전국 4부 리그 캄페오나투 브라질레이루 세리이 D와 세아라 주리그 캄페오나투 세아렌시에 참가하고 있다.

## 역사
페호비아리우 AC는 아마추어 축구단 마타파스투와 주루베바 두 팀이 병합하여 만들어졌다. 1933년 5월 9일 페호비아리우 FC라는 이름으로 공식 창단하였으며, 세아라 주리그 캄페오나투 세아렌시에 참가하였다.
1937년 세아렌시 2부에서 구단 역사상 첫 트로피를 들어올렸으며, 1945년에는 세아렌시 1부에서도 우승을 차지하였다. 1968년에는 세아렌시에서 무패 우승을 달성하였다.
2005년 12월 6일 알레산드루 피녜이루 마르친스 선수가 홈 구장에서 훈련 도중 사망한 사건이 발생하였다.

## 수상
- 캄페오나투 세아렌시
  - 우승 (9회) : 1945, 1950, 1952, 1968, 1970, 1979, 1988, 1994, 1995
- 캄페오나투 세아렌시 2부
  - 우승 (1회) : 1937

## 선수 명단

### 현역
참고: FIFA 자격 규정에 따라 소속된 국가대표팀 국기를 표시합니다. 선수는 복수의 FIFA 비회원국 국적을 가지고 있을 수 있습니다.
| 번호 | 포지션 | 국적 | 이름 |
| ---- | ------ | ---- | ---- |

| 번호 | 포지션 | 국적 | 이름 |
| ---- | ------ | ---- | ---- |